# Gestreifter Regenbogenfisch
Der Gestreifte Regenbogenfisch (Chilatherina fasciata, Syn.: Rhombatractus fasciatus Weber, 1913, Chilatherina fasciata Regan, 1914) ist eine Süßwasserfischart aus der Familie der Regenbogenfische (Melanotaeniidae). Er kommt im nördlichen Neuguinea zwischen den Flüssen Merkaham und Mamberamo vor. Die Art ist die Typusart der Gattung Chilatherina.

## Merkmale
Der Gestreifte Regenbogenfisch hat einen relativ hochrückigen, seitlich stark abgeflachten Körper und wird bis zu 12 cm lang. Der Kopf ist relativ spitz, die Augen auffallend groß. Mit zunehmendem Alter wird die Körperform insbesondere bei Männchen hochrückiger. Der Rücken und die Flanken sind bräunlich bis blaugrün, die Schuppen durch einen hellen, gelblichen Rand deutlich sichtbar. Beide Rückenflossen und die Schwanzflosse sind dunkel und besitzen oft einen schwarzen Saum. Bei den Männchen ist die Basis der Bauchflossen und der Afterflosse gelblich, ihre Ränder schwarz. Bei den Weibchen sind die Flossenbasen transparent, der Rand rußiggrau. Die im Art-Epitheton fasciata angedeutete senkrechte Streifung an den vorderen Seiten der Fische (lateinisch fasciatus = „gestreift“) kommt auch bei anderen Arten der Gattung Chilatherina vor, bezieht sich vor allem auf tote, in Spiritus eingelegte Exemplare und tritt bei lebenden Fischen kaum und nur zeitweise auf.
- Flossenformel: Dorsale 1 IV-VII, Dorsale 2 I/11–16, Anale I/21–28, Pectorale 14–16.

## Lebensraum
Der Gestreifte Regenbogenfisch kommt sowohl in Tieflandgewässern, als auch in Bächen und Flüssen in hügeligem Gelände bis in Höhen von 400 bis 500 Metern vor. Im gleichen Lebensraum kommen die Regenbogenfische Chilatherina crassispinosa und Melanotaenia affinis vor, im Wanamsee lebt der Gestreifte Regenbogenfisch syntop mit dem Wanam-Regenbogenfisch (Glossolepis wanamensis).